# Río Dombái-Ulguén
El río Dombái-Ulguén (en ruso: Домбай-Ульген) es un río del Gran Cáucaso en el distrito de Karacháyevsk de la república de Karacháyevo-Cherkesia del sur de Rusia, junto a la frontera con Georgia/Abjasia. Es un afluente del Amanauz, componente del Teberdá que desemboca en el río Kubán.

## Curso
El río nace de la confluencia, al oeste del pico Dombái, de los ríos Séverni Ptish y Chuchjur. En la orilla derecha de su curso quedan las instalaciones del centro turístico del pico Musa-Achitara. Su curso mide 8.3 km y discurre en dirección  predominantemente noroeste por un valle de alta montaña hasta llegar a la orilla derecha del río Amanauz en Dombái.

## Historia

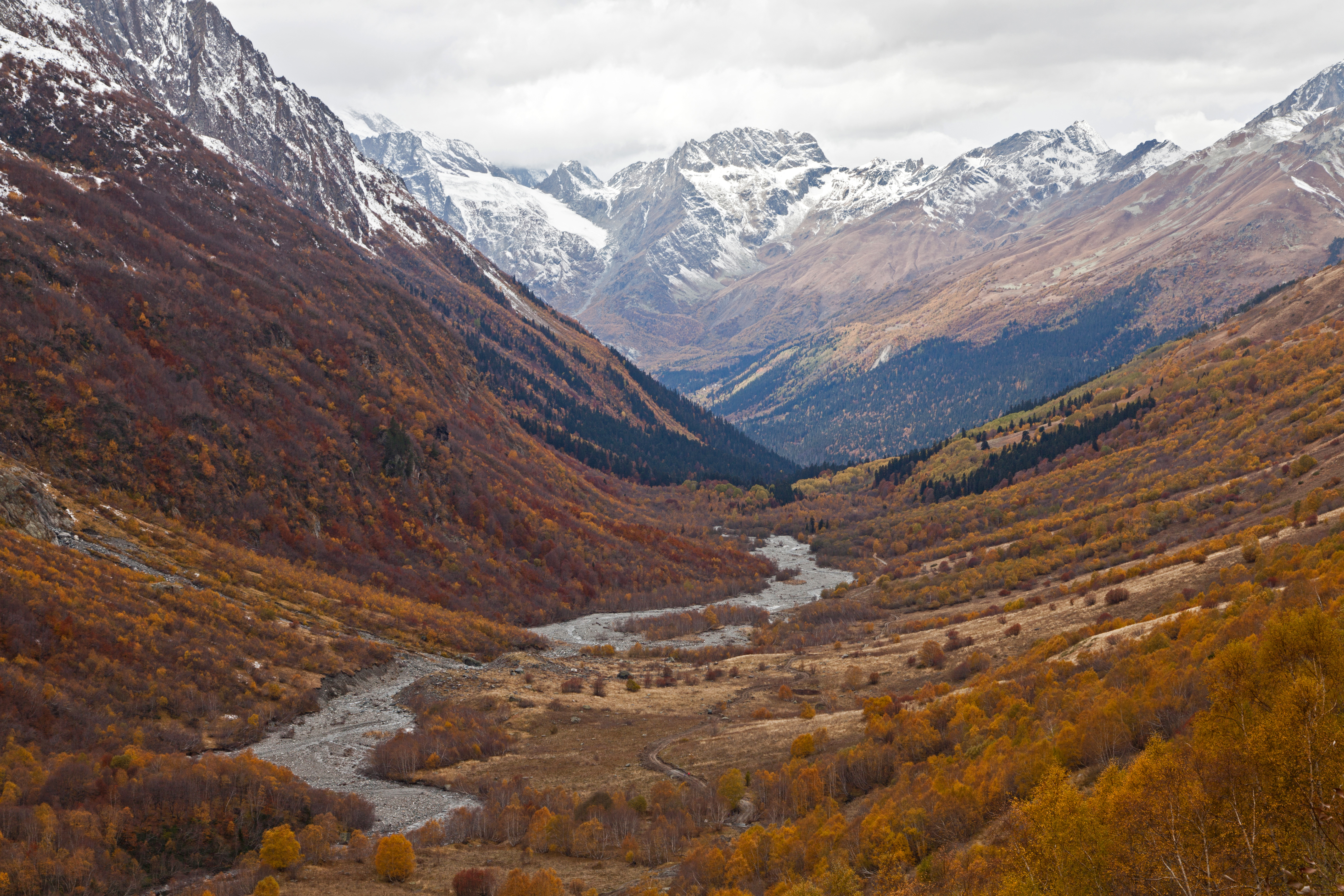
Vista del valle.

En 1967, en la zona de Dombáiskaya Poliana, en la margen izquierda del río, mientras cavaban un pozo para un hotel a medio metro de profundidad, los trabajadores encontraron una caja de piedra cubierta con losas. La caja contenía un entierro con una gran cantidad de hallazgos. Los objetos fueron entregados al Museo de Historia Local de Stávropol. Entre los artículos se encuentra un torques plateado con extremos engrosados, colgantes hechos de fino alambre de oro, cuatro enormes broches arqueados de bronce del tipo encontrado en la zona del valle del Sofrudzhu en el curso alto del Amanauz, campanas de bronce, placas redondas de bronce dorado, una cadena de 0,65 m de largo hecha de anillos de bronce dorado, un fragmento de una pulsera de bronce, aretes de bronce y tubos retorcidos, un fragmento de un cuchillo de hierro curvo con mango de hueso, cuentas de vidrio, etc. Los restos se dataron entre los siglos VI-IV a. C. y se estima que son de producción local.